# Z16 Friedrich Eckoldt
Z16 «Фрідріх Еккольдт» (нім. Z16 Friedrich Eckoldt) — військовий корабель, ескадрений міноносець типу 1934A Кріґсмаріне за часів Другої світової війни.
Есмінець Z16 «Фрідріх Еккольдт» 4 листопада 1935 року закладений на верфі заводу Blohm + Voss у Гамбурзі, 21 березня 1937 року спущений на воду, а 28 липня 1938 року введений до складу військово-морських сил Третього Рейху. Корабель брав участь у бойових діях в атлантичних та арктичних водах, біля берегів Європи. Наприкінці 1943 року Z16 брав участь у битві у Баренцовому морі, під час якої загинув.

## Історія служби
19 серпня 1938 року, невдовзі після введення до строю, корабель брав участь у флотському огляді за участю рейхсканцлера Гітлера і регента Угорщини адмірала Горті. З 18 квітня по 15 травня 1939 року здійснив плавання до узбережжя Іспанії і Марокко, після чого у травні 1939 року взяв участь в окупації Мемеля.

### Друга світова війна
На початок Другої світової війни Z16 «Фрідріх Еккольдт» дислокувався на Балтійському морі, а на етапі вторгнення залучався до проведення операцій проти польського флоту та для посилення блокади Польщі. Незабаром есмінець перевели до Німецької бухти, де він приєднався до однотипних ескадрених міноносців, які здійснювали встановлення захисних мінних полів поблизу німецького узбережжя. У жовтні він патрулював Скагеррак з метою запобіганню руху контрабандних товарів. У ніч на 17/18 жовтня контрадмірал Гюнтер Лют'єнс на борту флагманського корабля Z21 «Вільгельм Гайдкамп» очолив групу есмінців Z16 «Фрідріх Еккольдт», Z19 «Герман Кунне», Z17 «Дітер фон Редер», Z18 «Ганс Людеман» і Z20 «Карл Гальстер», коли вони встановили мінне поле у гирлі англійської річки Гамбер. Британці не знали про існування мінного поля і втратили на ньому сім суден загальною тоннажністю 25 825 БРТ. У ніч на 18/19 листопада Z16 «Фрідріх Еккольдт» і Z10 «Ганс Лоді» на чолі з фрегаттен-капітаном Еріхом Беєм на своєму флагманському кораблі «Еріх Штайнбрінк» встановили ще одне мінне поле біля естуарію Гамбера, де підірвалося ще сім суден сумарною водотоннажністю 38 710 БРТ, включаючи польський океанський лайнер «Пілсудський» (14 294 БРТ).
У ніч на 6/7 січня 1940 року ще одне мінне поле із 170 магнітних мін було встановлено «Фрідріх Еккольдт», «Іном» та «Штайнбрінком» біля естуарію Темзи. На цьому мінному полі підірвалися та загинули британські лідер есмінців «Гренвіль» та шість торговельних суден (21 617 БРТ), а також пошкоджено ще одне судно. Командор Фрідріх Бонте провів мінну постановку силами «Гайдкампа», «Еккольда», «Шмітта», «Байцена», «Гальстера» та «Фрідріха Іна» в районі біля Ньюкасла.
З 9 на 10 лютого 1940 року «Екольдт», «Бейтцен» і «Макс Шульц» встановили 110 магнітних мін у районі біля міста Гарідж, де загинуло шість суден (28 496 БРТ) і дістало пошкоджень ще одне. 22 лютого «Еккольдт» був флагманом під час операції «Вікінгер», спроби захопити британські риболовецькі траулери, що діяли біля Доггер-банки, коли два німецькі есмінці затонули з великими людськими жертвами — один підірвався на нещодавно встановленому британському мінному полі у нібито вільному від мін каналі, другого помилково атакували літаки Люфтваффе.
У першій половині квітня 1940 року брав участь в операції «Везерюбунг», увійшовши до складу Тронгеймської групи. З вересня по листопад 1940 року базувався і діяв у західній Франції. 10 жовтня 1940 був пошкоджений унаслідок нальоту британської авіації на Брест. У листопаді-грудні 1940 року проходив ремонт, після чого до червня 1941 року виконував небойові завдання на Балтійському морі. У червні 1941 року був перебазований до північної Норвегії.
13 липня 1941 року спільно з есмінцями «Карл Гальстер», «Герман Шеман», «Ганс Лоді» і «Ріхард Батцен» потопив у Баренцовому морі радянський сторожовий корабель «Пассат». 24 липня спільно з есмінцями «Карл Гальстер», «Герман Шеман» і «Ріхард Батцен» потопив у Баренцовому морі радянське гідрографічне судно «Меридіан». 10 серпня спільно з есмінцями «Ганс Лоді» і «Ріхард Батцен» потопив на вході до Кольської затоки радянський сторожовий корабель «Туман».
9 липня 1942 року після тривалого ремонту корабель прибув до Тронгейму разом з легким крейсером «Кельн», обидва кораблі встановили мінні загородження біля входу в Скагеррак. «Екольдт» продовжував рух далі і 18 липня досяг Нарвіка. У серпні 1942 року під час операції «Вундерланд» «Еккольдт», «Байцен» і «Штайнбрінк» супроводжували «кишеньковий лінкор» «Адмірал Шеер» на початку та в кінці своєї місії для нападу на радянське судноплавства в Карському морі. Вони також супроводжували мінний загороджувач «Ульм», який закладав мінне поле біля мису Желанія в середині серпня. 13–15 жовтня «Еккольдт», «Байцен» та есмінці Z27 та Z30 заклали мінне поле біля півострова Канін у гирлі Білого моря, на якому підірвався радянський криголам «А. Мікоян».
Через три тижні ті ж чотири есмінці супроводжували «Адмірал Гіппер», який намагався перехопити торгові судна союзників, що самостійно прямували до радянських портів.

#### Бій у Баренцовому морі
30 грудня 1942 року важкі крейсери «Лютцов» та «Адмірал Гіппер» у супроводі шести есмінців, у тому числі «Фрідріх Еккольдт», вийшли з Нарвіка для проведення операції «Регенбоген» — напад на конвой JW 51B, який, за даними німецької розвідки, йшов з Лох Ю до радянського Мурманська й мав лише легкі сили ескорту. Для проведення операції виділялося оперативна група німецького флоту у складі важкого крейсера «Адмірал Гіппер», «кишенькового» лінкора «Лютцов» і шести есмінців. За планом віцеадмірала Оскара Кумметца німецькі сили ділилися навпіл: одне угруповання з крейсером «Адмірал Гіппер», есмінцями Z4 «Ріхард Бейтцен», Z16 «Фрідріх Еккольдт» та Z29 мало атакувати конвой з півночі, відволікаючи головні сили ескорту на себе. Потім друге угруповання — крейсер «Лютцов» та три есмінці — Z30, Z6 «Теодор Рідель» та Z31 — атакували б незахищені транспортні судна конвою з півдня.
Британський есмінець «Обд'юрет», виконуючи бойове завдання з супроводження, першим наразився на німецькі бойові кораблі. Незважаючи на довгий і наполегливий обстріл конвою, британці, не втративши жодного транспортного судна конвою, зуміли відбити атаку німців. У морському бою з боку британського флоту загинули ескадрений міноносець «Акейтіз» та тральщик «Бремблі». Німецький флот втратив есмінець Z16 «Фрідріх Еккольдт», який вогнем корабельних гармат знищили британські крейсери «Шеффілд» і «Джамайка», котрих німці в сутінках помилково прийняли за власні крейсери. Перш ніж німецькі капітани зрозуміли свою помилку, британці відкрили по ним щільний вогонь. «Фрідріх Еккольдт», що йшов першим, отримав влучення у центр корпусу і затонув менш, ніж за дві хвилини; на ньому загинув весь екіпаж у 340 або 341 особу. Z4 «Ріхард Бейтцен» вислизнув без пошкоджень. Ця сутичка відвернула британські крейсери і вони втратили контакт з крейсером «Адмірал Гіппер», який повним ходом йшов на схід.

## Командири
- Фрегаттен-капітан Альфред Шеммель (2 серпня 1938 — 20 липня 1942)
- Корветтен-капітан Рудольф Менге (квітень-травень, вересень-жовтень 1941) — виконувач обов'язків.
- Корветтен-капітан Люц Герстунг (19 серпня — 23 грудня 1942)
- Корветтен-капітан Гюнтер Бахманн (23—31 грудня 1942) — виконувач обов'язків.